# 拉杜爾縣
18°24′N 76°35′E / 18.4°N 76.58°E
拉杜爾縣是印度的一個縣，位於該國西部，由馬哈拉施特拉邦負責管轄，面積7,157平方公里，識字率為79.03%，2011年人口2,455,543，人口密度每平方公里343人。

## 外部連結
- Official website of Collector & District Magistrate, LATUR.
- Official website of District Council, LATUR （页面存档备份，存于）
- latur1.com information about Latur